# Azcuénaga (Rosario)
Azcuénaga es un barrio en el distrito Noroeste de la ciudad de Rosario, Provincia de Santa Fe, Argentina. 
El barrio está delimitado por las calles Eva Perón al norte, av. Pellegrini al sur, Juan Díaz de Solís al oeste y las vías del Ferrocarril Belgrano al este. Limita con los barrios Ludueña al norte, Villa Urquiza al sur, Echesortu al este y Belgrano al oeste. 
Debe su nombre a Miguel de Azcuénaga (1754-1833), militar y político argentino. Este nombre fue asignado por la Municipalidad de Rosario en 1920 (antes llamado Barrio de Las Rosas y posteriormente Barrio Mendoza). 

## Historia

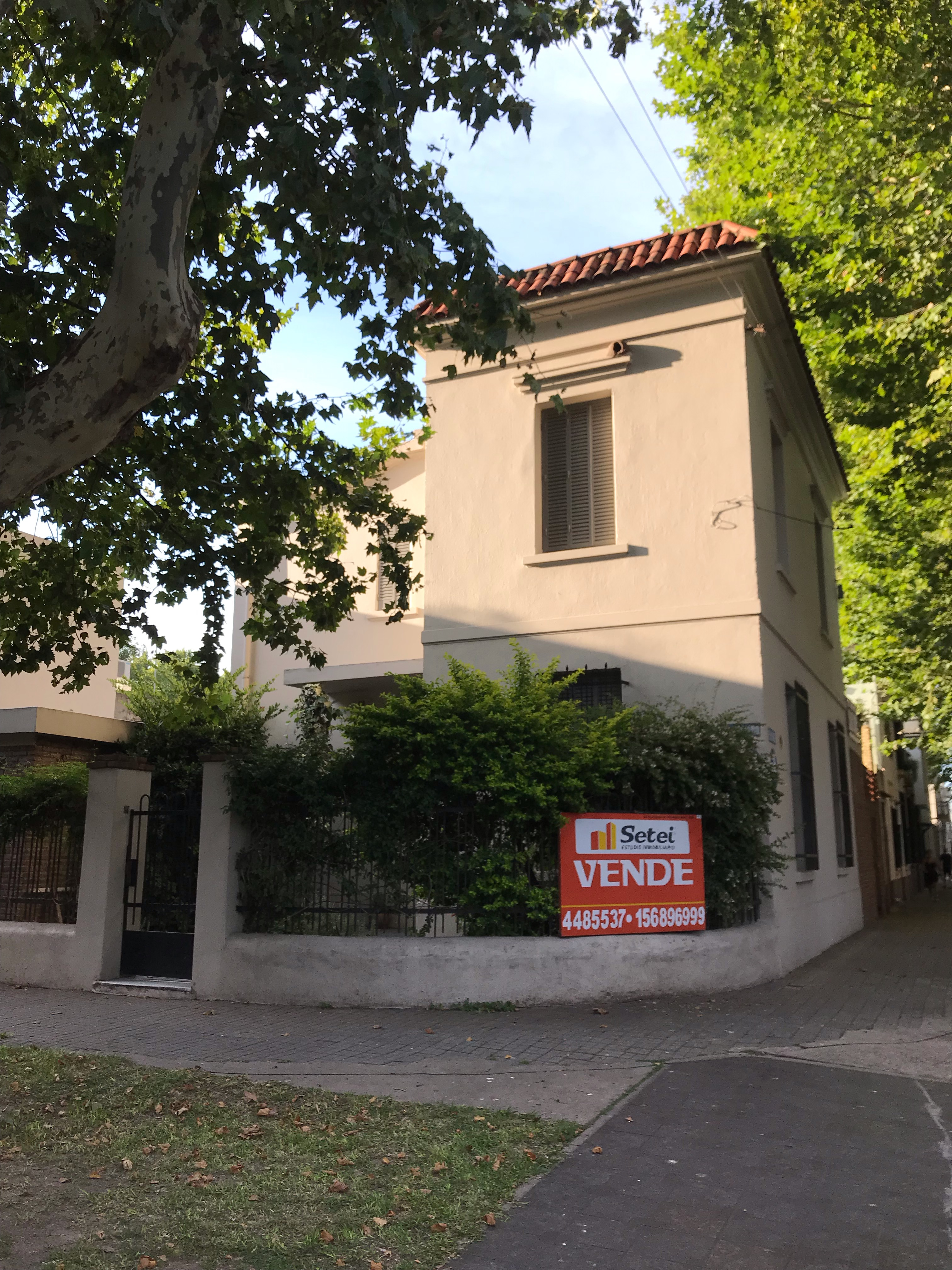
Típica casa de 1926 del sector construido por la sociedad La Inmobiliaria de Rosario.

A fines del 1800 las actuales tierras del barrio le pertenecieron al vasco Ciro Echesortu. La zona comenzó a poblarse a principios del 1900 como punto intermedio entre el barrio Echesortu y el entonces pueblo de Eloy Palacios, actual Barrio Belgrano. 
En 1917 se inaugura en el extremo este del barrio la entonces estación de trenes Km 302 (esto es, kilómetro 302 contando desde Buenos Aires). Y renombrada estación Rosario Oeste en el año 1939. 
En 1920 nace el Club Atlético Libertad, principal institución deportiva del barrio.  
En 1926 en la zona delimitadas por las calles Mendoza, Perito Moreno, 9 de julio y las vías del ferrocarril Belgrano, la sociedad La Inmobiliaria de Rosario, con patrocinio del entonces intendente Manuel Pignetto, construye la llamada Vivienda del Trabajador. Se trataba de viviendas destinadas a obreros y empleados municipales, provinciales y nacionales, jubilados y pensionados. En la actualidad muchas se conservan y forman parte del un Área de Protección Histórica. 

## Actualidad
En la actualidad el barrio se caracteriza por ser un barrio de clase media, con casas bajas y algunos pocos edificios sobre la calle Mendoza, el epicentro comercial del barrio. 
Cuenta con dos pequeñas plazas: la plaza Azcuénaga y la plaza Tte. Coronel Juana Azurduy, ubicada en la manzana del Centro de Salud Henry Dunant. 
También cuenta con varios establecimientos educativos: el colegio Nuestra Señora de Pompeya, el colegio Solís, la escuela Juana Albarracín, la escuela Luis Calderón, la escuela José M. Rondeau y el jardín de infantes Albert Schweitzer. 
Las instituciones más importantes del barrio son el Colegio y Parroquia Nuestra Señora de Pompeya, el club Libertad y la vecinal Azcuénaga. También se destaca la tradicional heladería artesanal Kaprichos, fundada en 1974.  